# Sitapur (Distrikt)
Der Distrikt Sitapur (Hindi सीतापुर जिला, Urdu ضلع سیتاپور) ist ein Distrikt im Zentrum des indischen Bundesstaats Uttar Pradesh. Verwaltungszentrum ist die ca. 100.000 Einwohner zählende Großstadt Sitapur.

## Geografie
Der Distrikt Sitapur liegt in der Gangesebene. Die durchschnittliche Höhe beträgt zwischen 100 und 150 m. Die durchschnittliche jährliche Niederschlagsmenge liegt bei ca. 1195 mm, von der jedoch etwa 90 % während der sommerlichen Monsunzeit fallen. Im Osten grenzt der Distrikt an die aus Nepal kommenden Flüsse Sharda und Ghagara; die südwestliche Grenze wird vom Fluss Gomti markiert. Durch den Distrikt fließen auch der Khatna- und der Ull-River sowie der vom Sharda/Mahakali-River abgeleitete Sharda-Canal.
Nachbardistrikte sind Hardoi Südwesten und Westen, Lakhimpur Kheri im Norden, Bahraich im Osten, Barabanki im Südosten sowie Lucknow im Süden.

## Verwaltungsgliederung
Der Distrikt Sitapur ist in sechs Verwaltungsbezirke (tehsils oder subdivisions) unterteilt: Biswan, Mishrikh, Laharpur, Mahmudabad, Sidhauli und Sitapur. Er besteht aus der Großstadt Sitapur (ca. 200.000), den Mittelstädten Laharpur (ca. 70.000), Biswan (ca. 65.000), Mahmudabad (ca. 60.000) und Khairabad (ca. 55.000), mehreren Kleinstädten und ca. 2300 kleineren und größeren Dörfern.

## Bevölkerung
Die folgende Tabelle zeigt die Bevölkerungsentwicklung der letzten Jahrzehnte.
| Jahr                        | 1991      | 2001      | 2011      |
| Einwohner                   | 2.857.009 | 3.619.661 | 4.489.992 |
| Zunahme seit letzter Dekade | +22,24 %  | +26,69 %  | +23,88 %  |

Hindus dominieren in den Dörfern auf dem Lande (etwa 80 %); in den Städten lebt eine deutlich höhere Zahl von Muslimen (etwa 35 %). In der Dekade zwischen 2001 und 2011 wuchs die Bevölkerung um ca. 25 % auf etwa 4,49 Millionen an, wobei der männliche Bevölkerungsanteil den der weiblichen um etwa 13 % übersteigt. Ca. 88 % der Bevölkerung lebt in den Dörfern auf dem Lande; durchschnittlich knapp 40 % der Menschen (in den ländlichen Regionen auch mehr) gelten als Analphabeten. Die Mehrheitssprache ist Hindi.

## Wirtschaft
Der größte Teil der Fläche des Distrikts Sitapur ist in hohem Maße landwirtschaftlich (Weizen, Reis, Zuckerrohr etc.) geprägt; in den Städten haben sich auch Kleinhändler, Handwerker, Dienstleister aller Art sowie kleinere Industriebetriebe angesiedelt. Auf dem Gebiet des Distrikts Sitapur gibt es insgesamt 32 Bahnhöfe an fünf Strecken.

## Geschichte

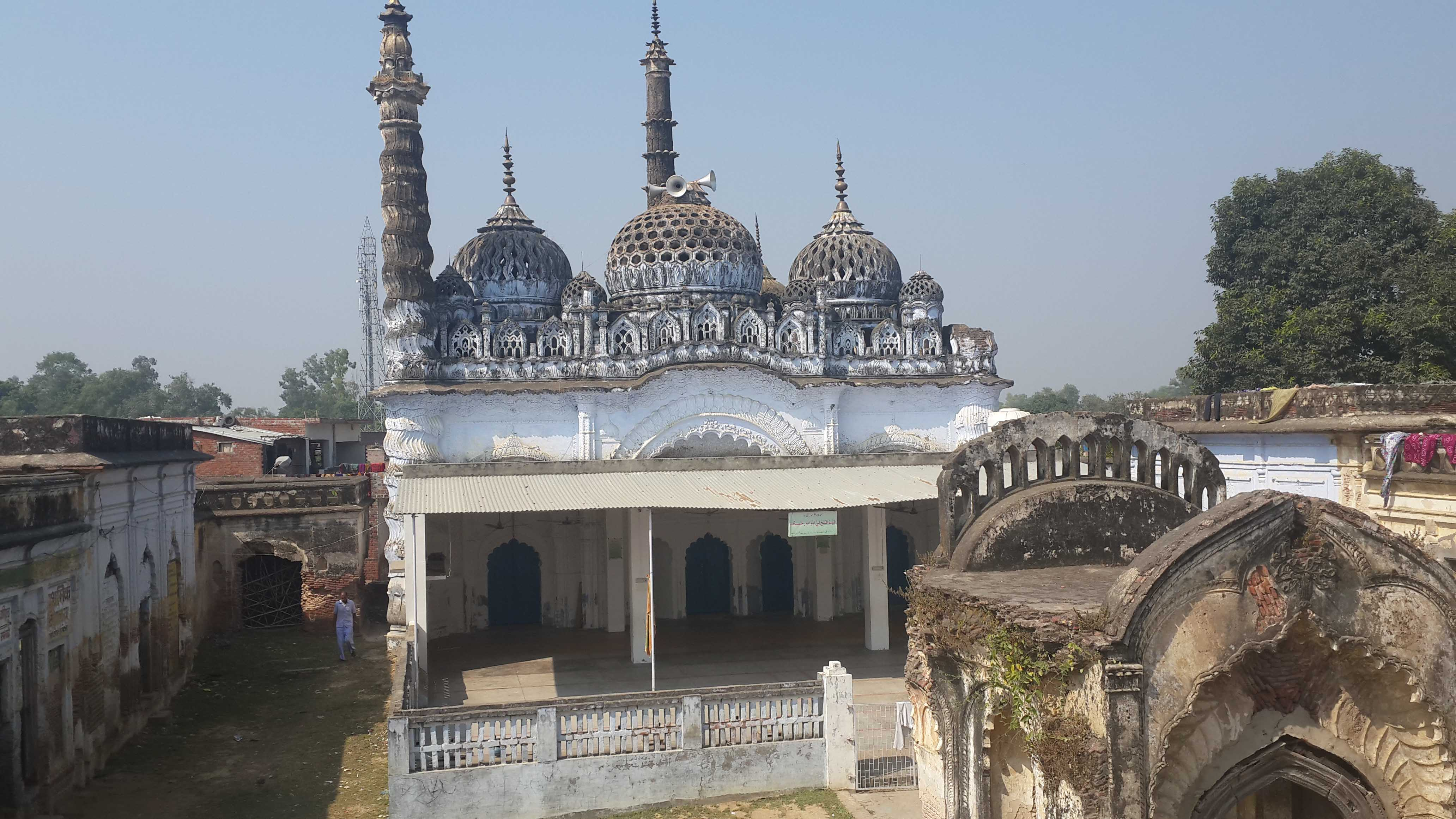
Khairabad – Moschee im Imambara-Komplex

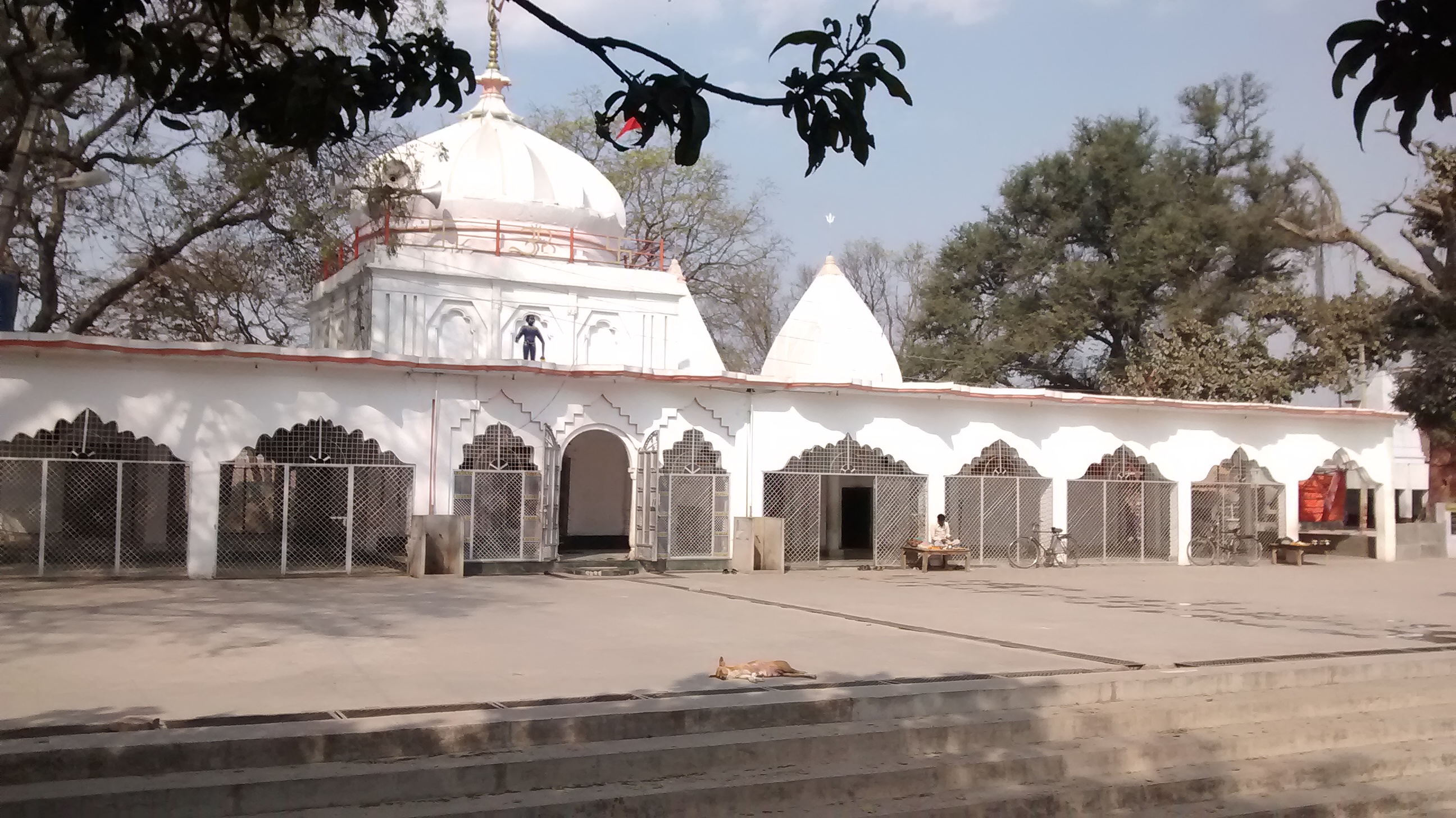
Hargaon – Shiva-Tempel

Die fruchtbare Gegend um Khairabad/Sitapur versorgte mehrere Großreiche in der Gangesebene mit Nahrungsmitteln, darunter das Kosala-Reich, das jedoch schon bald vom Magadha-Reich abgelöst wurde, aus welchem sich im 3. Jahrhundert v. Chr. das Maurya-Reich entwickelte. Im 4./5. Jahrhundert n. Chr. kam die Region zum Gupta-Reich, welches im frühen 7. Jahrhundert von dessen General Harsha usurpiert wurde, der Kannauj zur Hauptstadt seines riesigen Herrschaftsgebietes erkor. Später wurde die Region von den Königen der Pratihara- und der Chandella-Dynastie übernommen. Im Jahr 1019 eroberte und verwüstete Mahmud von Ghazni weite Teile Nordindiens; ab dem Jahr 1206 übernahm das Sultanat von Delhi die Oberhoheit, doch löste sich Ende des 14. Jahrhunderts das Sultanat von Jaunpur, zu dem auch die Region um Sitapur gehörte, ab. Nach der Schlacht bei Panipat (1526) stand das Gebiet unter der Kontrolle des Mogul-Reiches; Akbar I. schloss die Region um Khairabad an die Provinz (subah) Oudh an. In der Phase des Niedergangs des Mogulreiches nach dem Tod Aurangzebs (1707) verloren die Städte weitgehend ihre Bedeutung. Im Jahr 1856 wurde die Region durch die Britische Ostindien-Kompanie annektiert und in der Folgezeit der Distrikt Sitaputr eingerichtet. Von Indischen Aufstand 1857 war auch Sitapur betroffen. Nach der Unabhängigkeit Indiens (1947) entstand der Bundesstaat Uttar Pradesh.

## Sehenswürdigkeiten
Trotz der langen Geschichte der Region haben sich keine antiken oder mittelalterlichen Tempel etc. erhalten. Bedeutendste Bauwerke sind der Imambara-Komplex von Khairabad und der Shiva-Tempel von Hargaon.